# Le Territoire (film, 1981)
Pour les articles homonymes, voir Le Territoire (homonymie).
Pour plus de détails, voir Fiche technique et Distribution.
Le Territoire (O Território) en portugais est un film portugais réalisé par Raoul Ruiz et sorti en 1981. 

## Synopsis
Un groupe de jeunes randonneurs américains et français se retrouve sans son guide. Il est dès lors perdu dans une zone qui est perçue comme un labyrinthe inextricable.

## Fiche technique
- Titre original : O Território
- Titre français : Le Territoire
- Réalisation : Raoul Ruiz
- Scénario : Raoul Ruiz et Gilbert Adair
- Musique : Jorge Arriagada
- Photographie : Henri Alekan
- Cadreur : Acácio de Almeida
- Son : Joaquim Pinto et Vasco Pimentel
- Montage : Valeria Sarmiento et Claudio Martinez
- Société de production : V.O. Filmes
- Pays de production :  Portugal
- Durée : 110 minutes
- Dates de sortie : 
  - Portugal : 15 septembre 1981
  - France : 19 janvier 1983

## Distribution
- Isabelle Weingarten
- Geoffrey Carey
- Paul Getty Jr
- Rebecca Pauly
- Jeffrey Kime
- Artur Semedo
- Ethan Stone
- João Pedro Bénard da Costa
- Shila Turna
- Camila Mora
- José Nascimento

## Sélection
- Festival international du film de La Rochelle 1985